# Klasika Primavera 2003
La Klasika Primavera 2003, quarantanovesima edizione della corsa, si svolse il 13 aprile 2003 su un percorso di 182,7 km. Fu vinta dallo spagnolo Alejandro Valverde che terminò la gara in 4h25'26". La gara era classificata di categoria 1.3.

## Ordine d'arrivo (Top 10)
| Pos. | Corridore            | Squadra      | Tempo    |
| ---- | -------------------- | ------------ | -------- |
| 1    | Alejandro Valverde   | Kelme        | 4h25'26" |
| 2    | Samuel Sánchez       | Euskaltel    | s.t.     |
| 3    | Nicki Sørensen       | Team CSC     | s.t.     |
| 4    | Aitor Osa            | iBanesto.com | s.t.     |
| 5    | Leonardo Bertagnolli | Saeco        | a 15"    |
| 6    | Constantino Zaballa  | Kelme        | a 20"    |
| 7    | Dario Gadeo          | Paternina    | a 50"    |
| 8    | Francisco Cabello    | Kelme        | a 1'15"  |
| 9    | Jon Bru              | L.A. Pecol   | a 1'35"  |
| 10   | Ángel Vicioso        | ONCE-Eroski  | s.t.     |